# Gábor Wéber
Gábor Wéber (* 4. Dezember 1971 in Budapest) ist ein ungarischer Automobilrennfahrer. Er gewann 2003 und 2004 den ungarischen Renault Clio Cup und entschied 2010 den SEAT Leon Eurocup für sich. Er startet 2012 in der Tourenwagen-Weltmeisterschaft (WTCC).

## Karriere
Wéber begann seine Motorsportkarriere im Tourenwagensport 2002 für Zengõ Motorsport im ungarischen Opel Astra Classic Cup, den er auf dem fünften Platz beendete. In der nächsten Saison nahm er zwei Rennen dieser Serie teil und gewann eines davon. Sein Hauptaugenmerk lag jedoch auf dem ungarischen Renault Clio Cups, den er mit zehn Siegen aus zwölf Rennen für sich entschied. Außerdem startete er 2003 zu einem Rennen des Porsche Supercups. Wéber bestritt die nächsten drei Saisons im ungarischen Renault Clio Cup und wurde nach einem weiteren Meistertitel in den Jahren 2005 und 2006 Gesamtzweiter. 2007 nahm er an einem Rennen dieser Kategorie teil und entschied es für sich.
Sein Hauptaugenmerk lag 2007 jedoch auf den ungarischen SEAT Leon Cup, den er als Vizemeister abschloss. 2008 startete Wéber für Zengõ Motorsport im SEAT Leon Eurocup. Er gewann ein Rennen und belegte den elften Gesamtrang. Intern setzte er sich gegen seinen Teamkollegen Norbert Michelisz durch, dessen Entdecker er war. Außerdem nahm Wéber an sieben von zehn Rennen des ungarischen SEAT Leon Cups teil. Er gewann zwei und wurde Gesamtsiebter. 2009 trat Wéber nur zu zwei Rennen des SEAT Leon Eurocups an. Dabei erzielte er einen zweiten Platz. Sein Teamkollege Michelisz gewann den Meistertitel. 2010 absolvierte Wéber die komplette Saison des SEAT Leon Eurocups. Er gewann drei Rennen und entschied den Meistertitel mit 48 zu 42 Punkten vor Michaël Rossi für sich. Nachdem der SEAT Leon Eurocup Ende 2010 eingestellt worden war, verließ Wéber Zengõ Motorsport und startete 2011 für T.A.C. Race Solutions im deutschen SEAT Leon Supercopa. Er beendete die Saison als Gesamtfünfter.
2012 kehrt Wéber zu Zengõ Motorsport zurück und nimmt in einem BMW 320 TC erstmals an der Tourenwagen-Weltmeisterschaft (WTCC) teil. Im Gegensatz zu seinem Teamkollegen Michelisz, der die komplette Saison absolviert, wird Wéber nur bei den europäischen Rennen eingesetzt. Nach dem zweiten Rennwochenende war ein elfter Platz sein bestes Resultat.

## Karrierestationen
| - 2002: Ungarischer Opel Astra Classic Cup (Platz 5) - 2003: Ungarischer Renault Clio Cup (Meister) - 2003: Ungarischer Opel Astra Classic Cup (Platz 10) - 2003: Porsche Supercup - 2004: Ungarischer Renault Clio Cup (Meister) | - 2005: Ungarischer Renault Clio Cup (Platz 2) - 2006: Ungarischer Renault Clio Cup (Platz 2) - 2007: Ungarischer SEAT Leon Cup (Platz 2) - 2007: Ungarischer Renault Clio Cup (Platz 17) - 2008: SEAT Leon Eurocup (Platz 11) | - 2008: Ungarischer SEAT Leon Cup (Platz 7) - 2009: SEAT Leon Eurocup (Platz 12) - 2010: SEAT Leon Eurocup (Meister) - 2011: Deutscher SEAT Leon Supercopa (Platz 5) - 2012: WTCC |